# Ángel Gutiérrez Fanlo
Ángel Gutiérrez Fanlo (Quinzano, Huesca, 1936 - Pamplona, 1995) fue un pintor contemporáneo aragonés.

## Biografía
Cursó los estudios de Bachillerato y Magisterio en Huesca, y fue por breve tiempo maestro nacional en Zaragoza. Entre los años 1957 y 1962 realizó en Madrid sus estudios artísticos de pintura y grabado en la Escuela Superior de Bellas Artes de San Fernando, así como otros libres en las clases del Círculo de Bellas Artes madrileño, obteniendo el título de Profesor de Dibujo en 1962. Amplió estudios artísticos, entre ellos los de Restauración de Cuadros, en la Escuela Superior de Bellas Artes de Barcelona e igualmente en el Real Círculo Artístico y Círculo Sant Lluc también de Barcelona. Ejerció la enseñanza del dibujo en centros estatales de Madrid y Barcelona, y fue catedrático de Dibujo de Enseñanza Media por oposición desde julio de 1965, ocupando el cargo en Ponferrada, León, y desde 1969 en Pamplona. 
Existe obra suya en el Museo del Alto Aragón de Arte Contemporáneo (Huesca) y en el fondo artístico del Museo de Logroño.
Desde principios de los 80 organizó tertulias culturales y viajes por Navarra con artistas colegas en el ámbito de la enseñanza o prestigiosos pintores independientes, entre los que se encuentran artistas como Josefina Álvarez (su esposa), Ascuence, Lasterra, Borobio, el propio Gutiérrez, Ciriza, Orlla o Iturgaiz. Esta serie de colaboraciones culminó con la fundación en 1994 de la Asociación de artistas de Navarra, GARDENA, de la que fue el primer presidente. En ella participan, además de los ya citados, pintores como Martín Caro, Eslava, Alfredo Sada, Laita o Araujo, entre otros.
Ángel Gutiérrez Fanlo falleció el 14 de noviembre de 1995 en Pamplona.

## Premios
- Premio Extraordinario Pedro Zuera, de la Sexta Fiesta de la Poesía organizada por la Caja de Ahorros y Monte de Piedad de Zaragoza, Aragón y Rioja y la Emisora Radio Huesca (Huesca, junio 1969).
- Mención Honorífica en el V Certamen Nacional de Pintura (Luarca, 1974).

## Exposiciones individuales
- Salón de la Caja de Ahorros y Monte de Piedad de Zaragoza, Aragón y Rioja.– Huesca, 1963.
- Hogar Cultural Genaro Poza.– Huesca, 1970.
- Galería S´Art.– Huesca, 1974.
- Museo Provincial.– Logroño, 1975.
- Salones de Cultura de la Caja de Ahorros Municipal.– Vitoria, 1976.